# Rosa 'Marí Dot'
'Marí Dot' (el nombre de la obtención registrada 'Marí Dot'), es un cultivar de rosa trepador que fue conseguido en España en 1927 por el rosalista catalán P. Dot. También se conoce por el nombre 'Mari Dot'. Este rosal fue dedicado a su segundo hijo Marí Dot Ribas (Marino en castellano), nacido en 1918. Fue uno de los grandes exitós mundiales de P. Dot.

## Descripción
'Marí Dot' es una rosa moderna de jardín cultivar del grupo de los híbridos de pernetiana, ahora incluidos en los  híbrido de té.
El cultivar procede del cruce de 'O. Junyent' x 'Jean C.N. Forestier'.
Las formas   del cultivar tienen porte arbustivas y alcanza de 145 a 210 cm de alto por 95 a 110 cm de ancho. Las hojas son de color verde claro y brillante.
Sus delicadas flores con aroma afrutado en un arbusto muy compacto, en un exuberante mezcla de colores cálidos;  de color salmón brillante en una base de albaricoque melocotón, matices amarillos, y gradaciones a rosa salmón. Grandes, semi-dobles (17 a 25 pétalos) en pequeños grupos. 
Florece en oleadas a lo largo de la temporada. Primavera o verano son las épocas de máxima floración, si se le hacen podas más tarde tiene después floraciones dispersas.
Esta rosa es popular entre los jardineros, ya que es muy resistente y soporta la sombra. Es sensible al  frío y resiste la enfermedad.

## Origen y premios
El cultivar fue desarrollado en España por el prolífico rosalista catalán P. Dot en 1927. 'Mari Dot' es una rosa híbrida de pernetiana,  diploide, fruto del cruce entre los parentales:  'O. Junyent' x 'Jean C.N. Forestier'.
La obtención fue registrada bajo el nombre cultivar de 'Marí Dot' por P. Dot en 1927 y se le dio el nombre comercial de 'Marí Dot'. El cultivar también se conoce como 'Mari Dot'.
Medalla de Oro en Saverne, 1928.
Certificado de Mérito en Bagatelle, 1928.
Medalla Robert C. Wright en Filadelfia, 1928

## Cultivo
Aunque las plantas están generalmente libres de enfermedades, es posible que sufran de punto negro en climas más húmedos o en situaciones donde la circulación de aire es limitada.
Las plantas toleran la sombra, a pesar de que se desarrollan mejor a pleno sol. En América del Norte son capaces de ser cultivadas en USDA Hardiness Zones 6b y más cálida.
La resistencia y la popularidad de la variedad han visto generalizado su uso en cultivos en todo el mundo.
Puede ser utilizado para jardín, o paisaje. Muy vigoroso. resistente a la sequía.